# 劇詩
劇詩（げきし, 英語: dramatic poetry）とは、劇形式の詩のことであり、叙事詩・抒情詩と並ぶ詩の三大部門の一つ。「韻文によって書かれた劇」という意味で、劇に重きを置く場合は、詩劇（しげき, 英語: poetic drama, verse drama）と表現する。
古代から近世までは劇は韻文で書かれるのが普通だったので、劇詩は戯曲（演劇脚本）とほぼ同義だったが、散文による近代劇が確立してからは、戯曲の中の一部ジャンルを表す語となっている。